# Métrica de Kerr
Em relatividade geral, a métrica Kerr (ou vácuo de Kerr) descreve a geometria do espaço-tempo ao redor de um corpo massivo em rotação, tal qual um buraco negro em rotação. Esta famosa solução exata da relatividade geral foi descoberta em 1963 pelo matemático neozelandês Roy Kerr.
De acordo com esta métrica, tais corpos girando devem exibir efeito Lense-Thirring, uma não usual previsão da relatividade geral; a medição deste efeito Lense-Thirring é um meta maior dos experimentos relacionados ao satélite Gravity Probe B. Falando simplificadamente, este prediz que objetos aproximando-se de uma massa em rotação tenderão a participar em sua rotação, não por causa de alguma força ou torque aplicado que possam estar atuando, mas devido à proximidade da curvatura do espaço-tempo associada a corpos em rotação. Em distância suficientemente pequenas, todos os objetos — até a luz em si — devem rotacionar com o corpo; a região onde este fenômeno está compreendido é chamada de ergoesfera ou ergosfera.

## Universo de Kerr
Um universo de Kerr é uma variedade pseudoriemanniana ou espaço-tempo onde se verificam as equações de campo de Einstein no vazio, usando as coordenadas de Boyer-Lindquist que vem a ser dadas por:
{\displaystyle ds^{2}=-\left(1-{\frac {2GMr}{c^{2}\Sigma }}\right)c^{2}dt^{2}-{\frac {4aGMr\sin ^{2}\theta }{c^{3}\Sigma }}cdtd\phi +{\frac {\Sigma }{\Delta }}dr^{2}} {\displaystyle +\Sigma d\theta ^{2}+\left(r^{2}+{\frac {a^{2}}{c^{2}}}+{\frac {2a^{2}Mr\sin ^{2}\theta }{c^{4}\Sigma }}\right)\sin ^{2}\theta d\phi ^{2}},
na qual
{\displaystyle \Sigma =r^{2}+{\frac {a^{2}}{c^{2}}}\cos ^{2}\theta },
{\displaystyle \Delta =r^{2}-{\frac {2GMr}{c^{2}}}+{\frac {a^{2}}{c^{2}}}},
M é a massa do objeto massivo rotatório,
a parâmetro que descreve a rapidez relativa da rotação, que está relacionado ao momento angular J pela relação a = J/M, e
c a velocidade da luz no vácuo, e G a constante da gravitação universal.

### Ergoesfera
A zona que delimita a fronteira da ergoesfera se chama limite estático, que ao ser ultrapassada nada pode escapar, e sua fórmula depende da massa e o momento angular do buraco negro:
{\displaystyle {r_{s}}={{\frac {GM}{c^{2}}}-{\frac {a^{2}}{c^{2}}}\cos ^{2}\theta }\,\!},
em que rs é a circunferência da ergoesfera, M é a massa e a é o quociente J/M (onde J é p momento angular).

## Comportamentos em relação aos limites
- Fora da ergoesfera se gera, em caso de se ter uma estrela companheira, outra zona chamada disco de acreção, onde a matéria interestelar atraída pela forte curvatura do buraco negro forma um redemoinho ao redor dele, alcançando intensas energias. Tem-se especulado que isto pode levar à geração de intensas correntes elétricas, cujo fluxo daria lugar a um poderoso campo magnético que atuaria como um eletroímã gigante.
- Entre a ergoesfera e o horizonte de eventos, forma-se uma região de direção de movimento definida, que atrai inevitavelmente todos os objetos que nela se encontrem, e cuja turbulência é enorme devido à rotação do buraco negro. Já na borda interna, o limite do horizonte de eventos, nada escapa da força gravitacional gerada pela singularidade.